# Melanargia nana
Melanargia nana är en fjärilsart som beskrevs av Ruggero Verity 1953. Melanargia nana ingår i släktet Melanargia och familjen praktfjärilar. Inga underarter finns listade i Catalogue of Life.